# Lorenz Schreiber

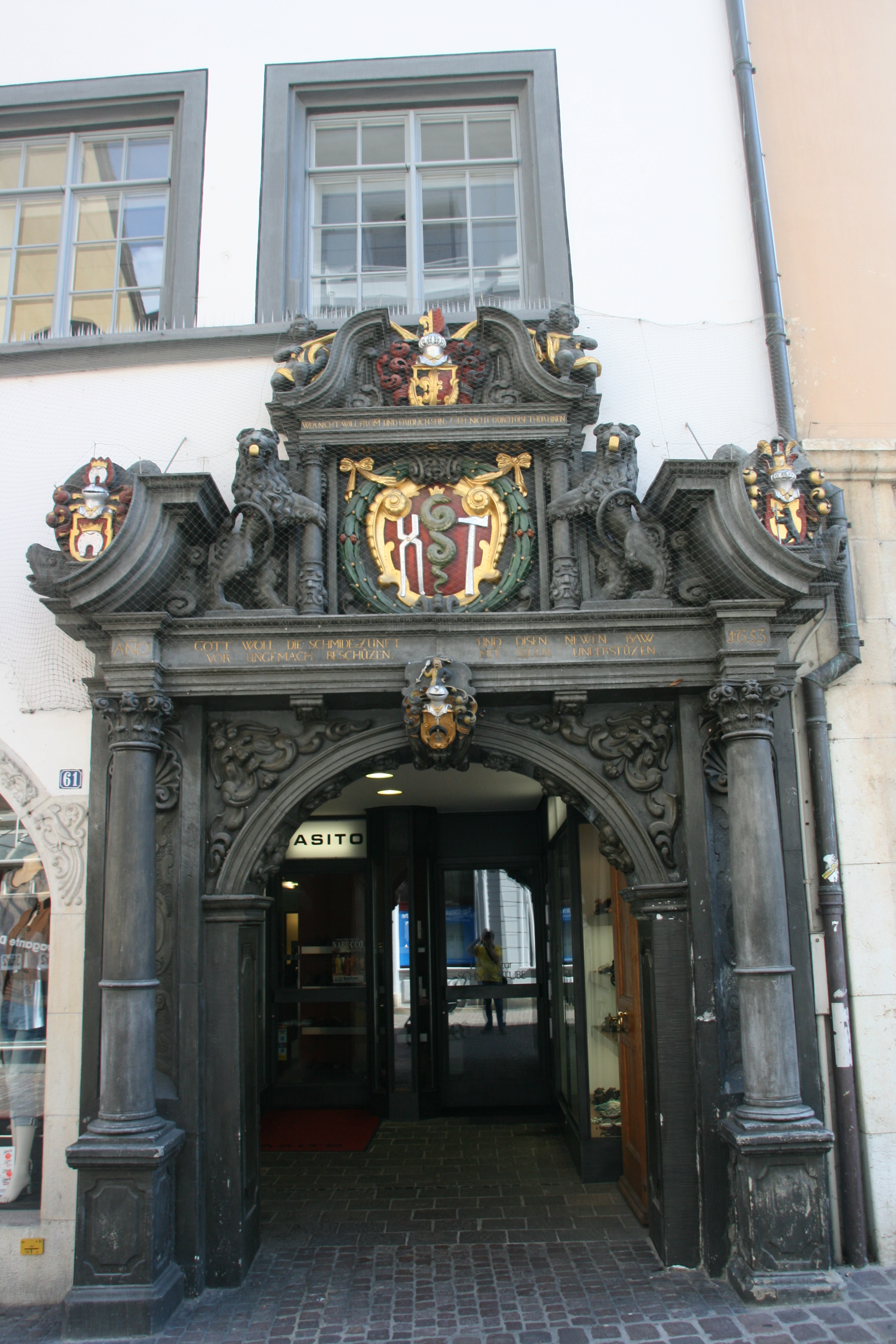
Schreibers Portal zur «Schmiedstube» Schaffhausen

Lorenz Schreiber (erwähnt 1643–1704) war ein Schweizer Bildhauer.

## Leben und Wirken
Lorenz Schreiber war der Sohn eines gleichnamigen, aus Lübeck zugewanderten Bildhauers. 1643–1646 machte er eine Schreinerlehre bei Niclaus Bruder in Basel. Später zog er nach Schaffhausen, wo er als Bildhauer tätig war und 1653 kostenlos ins Bürgerrecht aufgenommen wurde. Er schuf dort 1653 das Portal der «Schmiedstube», 1654 Portal und Erker des Hauses «Sittich» sowie 1704 das Wappenrelief an der Abtsscheune in Merishausen. Zugeschrieben werden ihm der Erker am Haus «Buchsbaum» (1657), das Standbild Tells auf dem Tellen- oder Schuhmacherbrunnen (1682) und Wappenreliefs am Schützenhaus (um 1686).

## Werk und Zuschreibungen

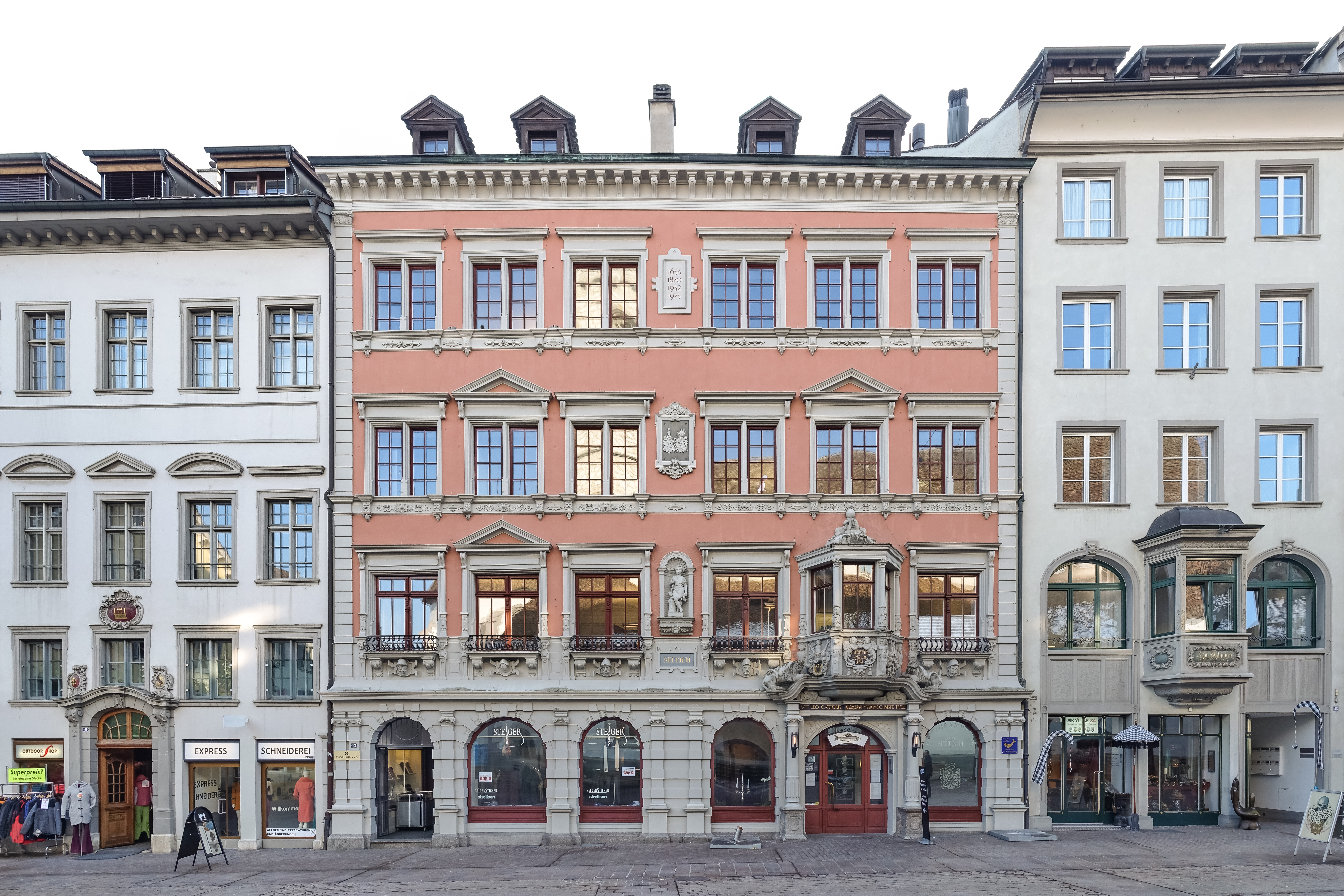
Haus zum Sittich

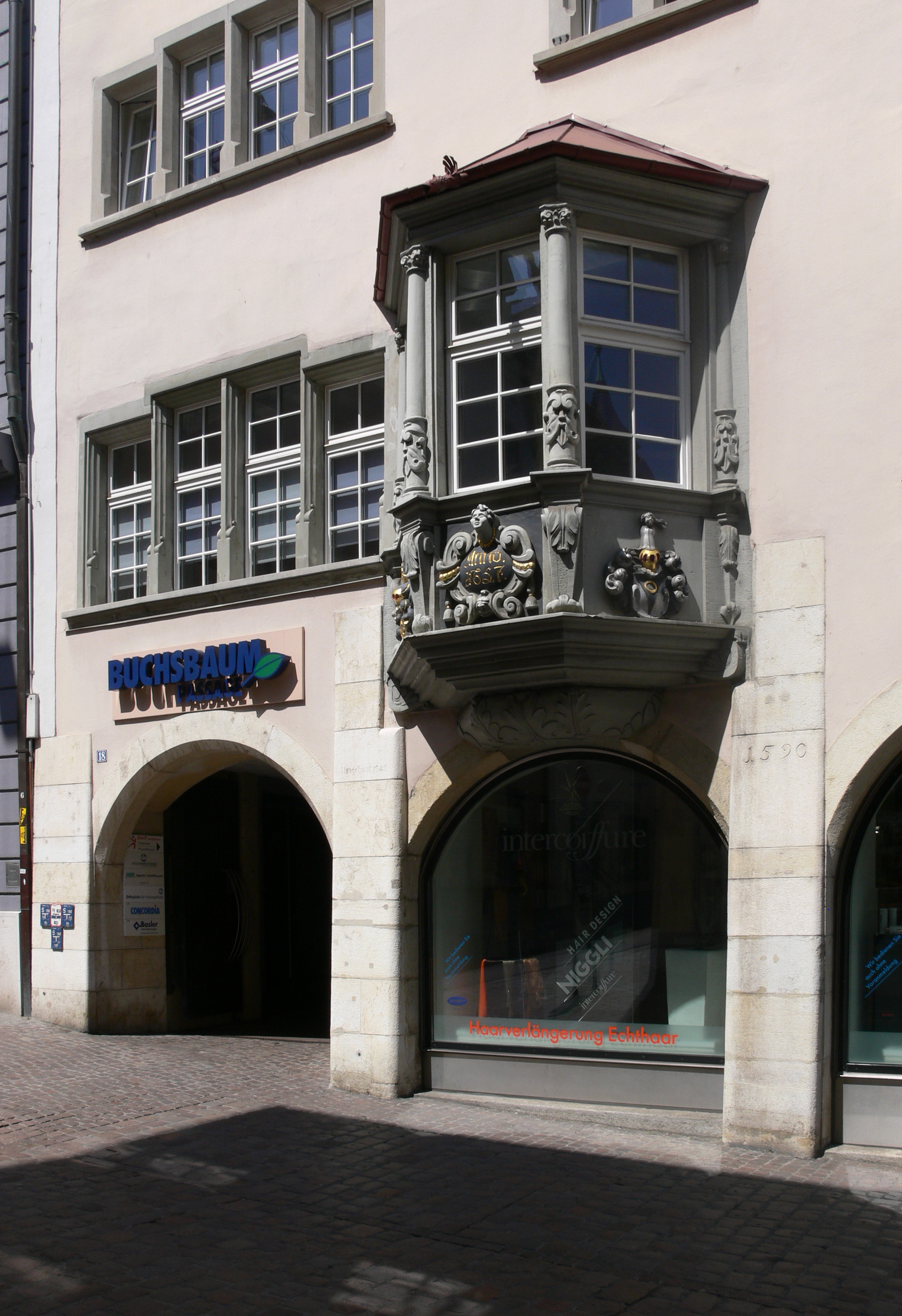
Haus zum Buchsbaum, Stammhaus der ehemaligen Fensterfabrik Hauser

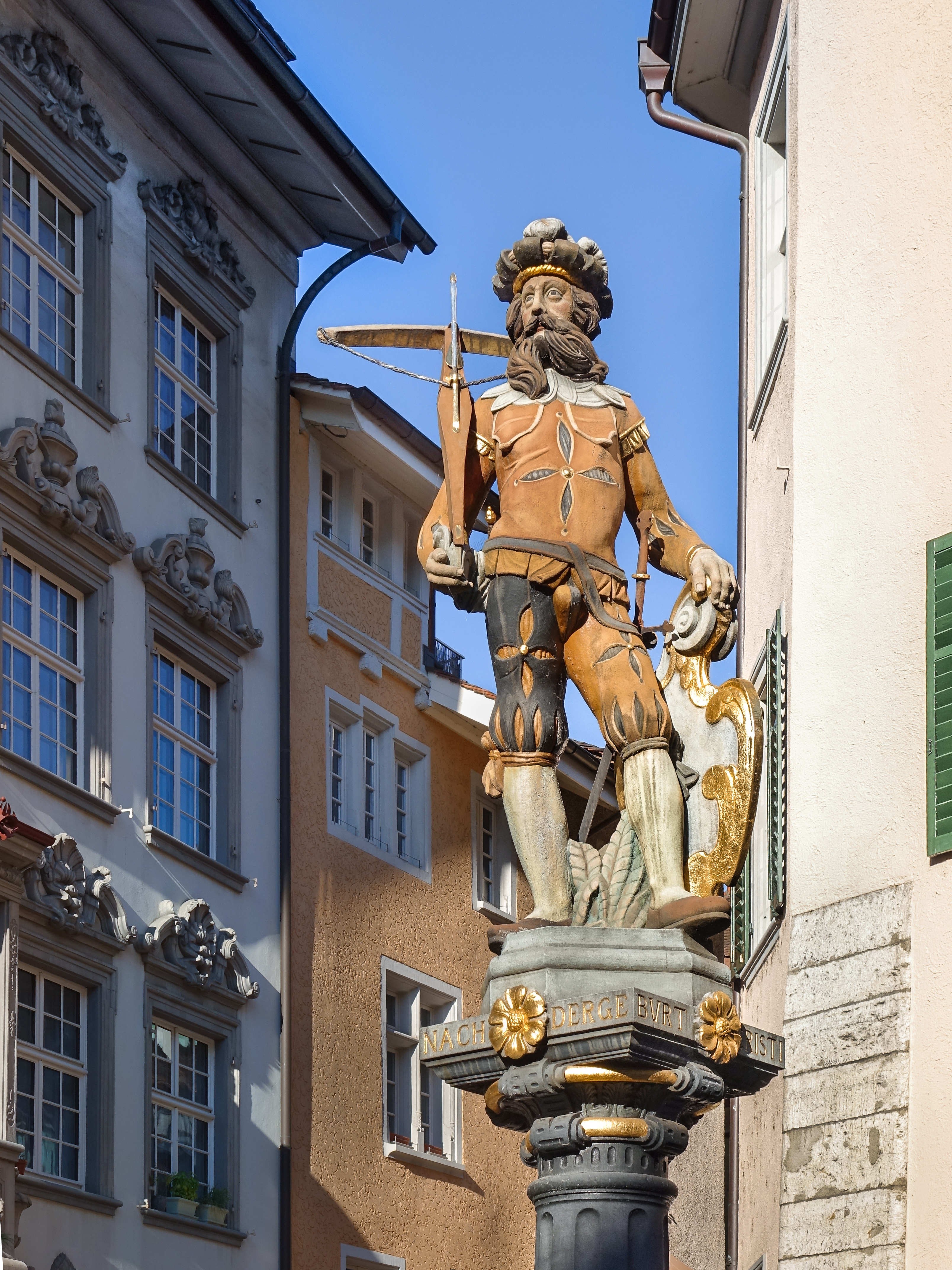
Tellenbrunnen